# SN 2011ir
SN 2011ir – supernowa typu II odkryta 21 listopada 2011 roku w galaktyce UGC 6771. W momencie odkrycia miała maksymalną jasność 16,10m.